# Emmanuel d'Alzon
Emmanuel-Joseph-Marie-Maurice Daudé d'Alzon (Le Vigan, 30 agosto 1810 – Nîmes, 21 novembre 1880) è stato un presbitero francese, fondatore e primo Superiore Generale della congregazione degli Agostiniani dell'Assunzione.

## Biografia
Unico figlio di un pari di Francia, contro il parere dei famigliari decise di intraprendere la carriera ecclesiastica e, dopo aver studiato presso i seminari di Montpellier e Roma, venne ordinato sacerdote il 26 dicembre del 1834.
Al suo ritorno in patria, venne nominato vicario generale della diocesi di Nîmes, incarico che mantenne fino alla morte: a Nîmes fondò nel 1843 il Collegio dell'Assunzione, per giovani aristocratici, dal quale ebbe poi origine la congregazione degli Agostiniani dell'Assunzione (eretta canonicamente presso la cappella del collegio nel 1845 ed approvata dalla Santa Sede nel 1864).
Fondò anche due congregazioni femminili poste sotto il patronato della Vergine Assunta: le Religiose dell'Assunzione e le Oblate Missionarie dell'Assunzione.
Fece aprire numerose case per la formazione del clero secolare, gestite dagli Assunzionisti e riservate ai fanciulli poveri: per finanziare questa attività, padre d'Alzon fondò l'Associazione di Nostra Signora delle Vocazioni, arricchita da Pio IX e Leone XIII con numerose indulgenze.
Venne molto sostenuto sia da Gregorio XVI che da Pio IX, che nel 1863 lo inviò a Costantinopoli per fondare una missione della sua congregazione e che gli propose la nomina all'episcopato, che d'Alzon rifiutò. Morì nel 1880.